# SC Lokomotive Leipzig
Der Sportclub Lokomotive Leipzig (kurz: SC Lok Leipzig) war ein Sportclub des DDR-Sportsystems in Leipzig. Er bestand von 1954 bis 1963, sein Nachfolger war der SC Leipzig. Die Fußballabteilung des SC Leipzig wechselte 1966 zum gegründeten 1. FC Lokomotive Leipzig.

## Geschichte

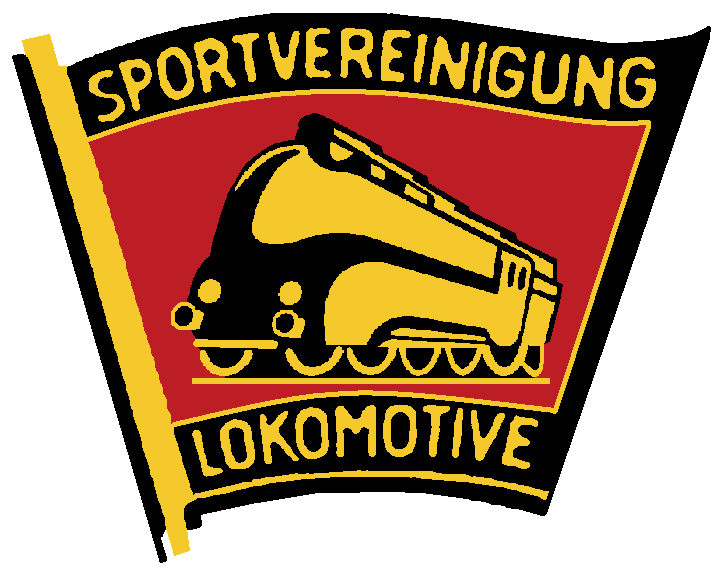
Logo der Sportvereinigung Lokomotive, die den SC Lok in Leipzig ansiedelte

Um eine gezielte Entwicklung des Hochleistungssports zu ermöglichen, kam es 1954/55 auf Beschluss des DTSB zur Gründung von Sportclubs (SC), deren Sektionen als Leistungsstützpunkt verschiedener Sportarten fungieren sollten. Der SC Lokomotive Leipzig wurde im Sommer 1954 als einer der ersten Sportclubs in der DDR (nach dem ZASK Vorwärts Berlin) gegründet. Er war das Leistungszentrum der Sportvereinigung Lokomotive (SV Lok), in der die Betriebssportgemeinschaften der Deutschen Reichsbahn zusammengefasst waren. Leipzig war als Standort des republikweit größten Personenbahnhofs (Leipzig Hauptbahnhof) und durch seine zentrale Lage in der DDR ein wichtiger Standort der Reichsbahn, was letztendlich ein Grund für die Ansiedlung des Sportclubs in der Messestadt war.
Aktive aus mehreren der leistungssportlich geförderten Sektionen gehörten in den 1950er- und frühen 1960er-Jahren zur absoluten Spitze der DDR. Bei einer Umstrukturierung des Sportclubsystems Anfang der 1960er-Jahre wurde dann jedoch beschlossen, dass ein Sportclub pro Bezirk genügt. Infolgedessen fusionierten der SC Lokomotive und der SC Rotation Leipzig im Juli 1963 zum Bezirkssportclub SC Leipzig. Dem SC DHfK Leipzig als zentralem Club der Deutschen Hochschule für Körperkultur kam eine Sonderrolle zu, so dass er weiter bestehen blieb.

## Sektionen
Gegliedert war der Sportclub in mehrere leistungssportliche Abteilungen, sogenannte Sektionen. Dorthin wurden erfolgreiche Sportler oder ganze Mannschaften delegiert, die zuvor oftmals einer Betriebssportgemeinschaft angehört hatten. Der SC Lokomotive Leipzig und dessen Akteure wurden deshalb in verschiedenen Sportarten Deutscher Meister der DDR.

### Boxen
Erfolgreichste Boxer des SC Lok sind Jochen Pracht, DDR-Amateurmeister im Mittelgewicht 1955, und Hans Petermann, der 1958 DDR-Amateurmeister im Weltergewicht wurde.

### Fußball
Die Sektion Fußball des SC Lok ging aus den Fußballern der BSG Chemie Leipzig hervor, die sich 1949 auf Anhieb für die neugegründete DDR-Oberliga qualifiziert hatten und 1950/51 DDR-Meister geworden waren. Nachdem die Chemie-Mannschaft 1953/54 Vizemeister geworden war, stellte man sie vor die Wahl, entweder künftig bei dem Schwerpunktklub der zentralen Sportvereinigung Chemie in Halle zu spielen (SC Chemie Halle-Leuna) oder dem in Leipzig neugegründeten SC Lok beizutreten. Die meisten Spieler, Trainer und Funktionäre entschieden sich für letztere Variante und wurden dadurch mit Wirkung vom 1. September 1954 zum SC Lokomotive Leipzig delegiert, die übrigen mussten als Chemie Leipzig-West in der Bezirksklasse weitermachen.

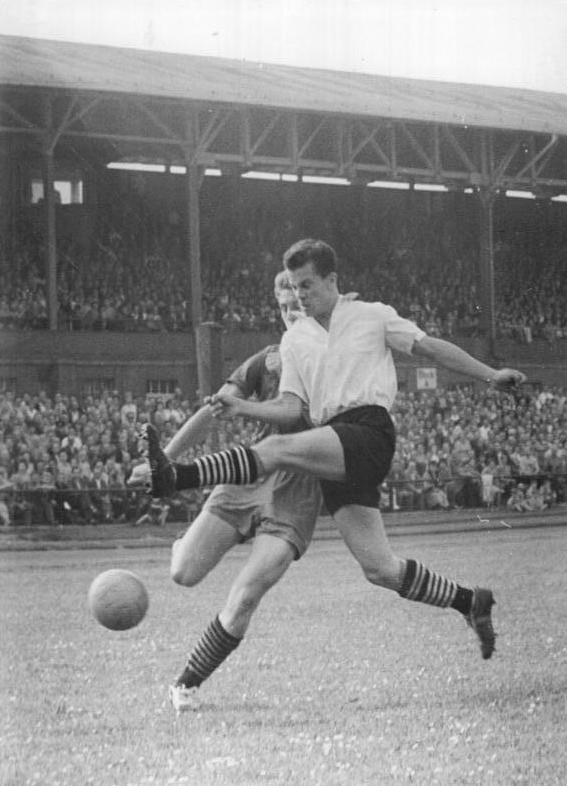
Stadtderby am 17. August 1958 im Bruno-Plache-Stadion zwischen Rotation und Lok Leipzig (Endergebnis 2:4): Claus Pfeufer (rechts) versucht Lok-Stürmer Dieter Scherbarth am Schuss zu hindern.

Die Saison 1954/55 schloss die Lok-Elf unter Trainer Alfred Kunze, die den Oberligastartplatz der BSG Chemie übernommen hatte, mit unerwartet starken Problemen auf Rang elf ab, besserte sich aber in der folgenden Übergangsrunde (Sechster). Im Jahr 1956 landete der SC Lok auf dem dritten Platz und damit fünf Plätze vor dem Probstheidaer Stadtrivalen Rotation Leipzig; 1957 beendete man auf Rang sieben und lag damit vier Plätze hinter Rotation. Allerdings feierte die erste Fußballmannschaft des SC Lok in jener Saison mit dem Gewinn des FDGB-Pokals 1957 ihren größten Erfolg unter diesem Namen, als sie unter Trainer Fritz Wittenbecher am 22. Dezember in Karl-Marx-Stadt mit 2:1 Toren nach Verlängerung gegen den SC Empor Rostock gewann.
Ab 1958 – Trainer war seither erneut Alfred Kunze – rangierte man zwar auf Dauer im Tabellenmittelfeld, behauptete sich aber zumindest als Nummer eins im Leipziger Fußball, indem man den Stadtrivalen Rotation immer hinter sich lassen konnte. Bestes Abschneiden war ein nochmaliger dritter Platz in der Saison 1960. Im FDGB-Pokal 1958 hatte sich der SC Lok erneut ins Finale vorgekämpft, unterlag aber diesmal gegen Einheit Dresden. Danach kam man nicht mehr übers Viertelfinale (1960, 1961/62) hinaus. Im Jahr 1958 wurde der SC Lok DDR-Juniorenmeister vorm SC Aktivist Brieske-Senftenberg, nachdem man in der Vorsaison nur dem SC Motor Jena den Vortritt lassen musste.
Die erste Herrenmannschaft des SC Lok trug, bekleidet in schwarzen Hosen und roten Hemden, ihre Heimspiele zumeist im Stadion des Friedens im Stadtteil Gohlis aus. Zu den Ausnahmen gehörten manche Stadtderbys gegen Rotation Leipzig, die wegen der enormen Zuschauerzahlen im Zentralstadion Leipzig stattfanden. Die Partie am 9. September 1956 zwischen Rotation und Lok (1:2) sahen mehr als 100.000 Zuschauer. Dies ist bis heute gesamtdeutscher Besucherrekord für nationale Fußballpflichtspiele in Deutschland.
Zu den ehemaligen Spielern des SC Lok Leipzig zählen u. a. Horst Weigang, Hans-Dieter Busch, Karl-Heinz Brandt, Gerhard Polland, Heinz Schoppe, Siegfried Söllner, Teo Barth, Werner Walther, Ernst Lindner, Arnulf Pahlitzsch, Lothar Vetterke, Günter Behne, Gerhard Helbig, Georg Zenker, Armin Werner, Willi Conrad, Walter Stieglitz, Günter Konzack, Heinz Fröhlich, Günter Stiller und Klaus Heydenreich. Mehrere Spieler kamen in ihrer Zeit beim SC Lok sogar zu Einsätzen in der DDR-A-Auswahl, darunter Rudolf Krause, Günter Busch und Rainer Baumann. International spielte ab 1955 eine aus Spielern von Rotation und Lok formierte und zunächst vom ersten Rotation-Trainer Heinz Krügel betreute Leipziger Stadtauswahl im europäischen Messepokal. Für die SC-Lok-Junioren aktiv war u. a. Bernd Dobermann.
Bei der Vereinigung der Fußballsektionen von Rotation und Lok Leipzig wurden im Sommer 1963 die vermeintlich stärkeren Lok-Spieler, unter ihnen Peter Gießner, Werner Gase, Peter Nauert sowie die zwei DDR-A-Auswahlspieler Henning Frenzel und Dieter Fischer, vom neuen SC Leipzig übernommen, aus dem 1966 der 1. FC Lokomotive Leipzig entstand. Der aus den vermeintlich schwächeren Akteuren bestehende sogenannte „Rest von Leipzig“, darunter Heinz Herrmann, Manfred Walter, Dieter Sommer, Dieter Scherbarth, Hans-Georg Sannert und Jörg Ohm, musste zur wiederentstandenen BSG Chemie Leipzig gehen und wurde dort 1963/64 unter Trainer Alfred Kunze überraschend DDR-Meister.

### Handball

#### Herren
Die Männermannschaft des SC Lok stieg 1956 in die noch zweigleisige DDR-Hallenhandball-Meisterschaftsrunde auf. Der SC Lok spielte von Beginn an eine gute Rolle, erzielte aber keine größeren Erfolge – im Gegensatz zum Lokalrivalen SC DHfK Leipzig, der von 1959 bis 1964 sechsmal in Folge das Finale um die DDR-Meisterschaft gegen den Sieger der anderen Staffel erreichte. Im Feldhandball war man erfolgreicher: Vor dem Mauerbau 1961 hat SC Lokomotive Leipzig zweimal am Internationalen Handball-Pfingstturnier um den Grenzland-Pokal in Lörrach teilgenommen, u. a. mit den Nationalspielern Peter Kretzschmar, Günter Herzog und Horst Seifert. 1958 erreichte man den 1. Platz mit 11:9 Toren gegen den VfL Gummersbach und 1960 den 4. Platz mit 15:17 Toren gegen MTV Dinslaken.
Nach den Finalniederlagen um die DDR-Meisterschaft 1960 gegen den ASK Vorwärts Berlin, 1961 gegen den SC Dynamo Berlin und 1962 erneut gegen Vorwärts Berlin gab es dreimal in Folge nur die Vizemeisterschaft. Erst 1965, zwei Jahre nach der Eingliederung der Handballsektion in den neuen SC Leipzig, holte man den Feldhandballmeistertitel durch einen Finalsieg gegen Dynamo Berlin. Die SC-Lok-Spieler Peter Kretzschmar und Günter Herzog gehörten der gesamtdeutschen Mannschaft an, die bei der Handball-WM 1958 in der DDR Dritter wurde.

#### Damen
Die Handballerinnen des SC Lok gingen 1954 aus der BSG Rotation Leipzig-Mitte hervor, dem DDR-Hallenhandball-Meister 1952/53. In der Saison 1955/56 wurden die Lok-Damen DDR-Meister im Feldhandball und im Jahr darauf DDR-Meister im Hallenhandball. Ab 1963 gehörten sie dem SC und anschließend dem VfB Leipzig an, heute sind sie als HC Leipzig ein selbständiger Verein.

### Judo
Im Jahr 1958 wurden die besten Judo-Sportler der BSG Lokomotive Leipzig-Mitte zum SC Lok delegiert. Erfolgreichste Judoka des SC Lok sind Manfred Schneider, DDR-Meister im Federgewicht 1956, 1957 und 1958, W. Horn, DDR-Meister im Schwergewicht 1955 und 1956, und H.-J. Hänsel, der 1960 DDR-Meister im Mittelgewicht wurde. Die Sektion Judo wurde 1963 in den SC Leipzig eingegliedert.

### Leichtathletik

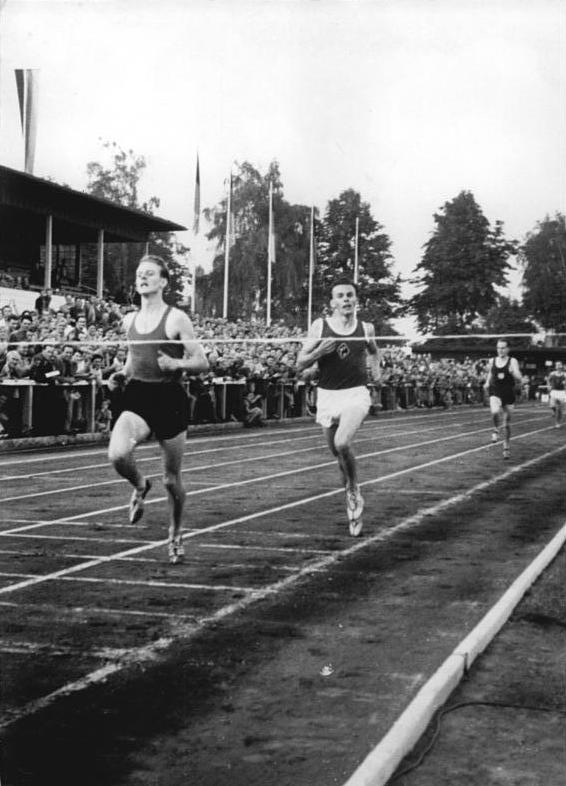
Lok-Läufer Klaus Richtzenhain (li.) bei seinem DDR-Meisterschaftssieg 1955 (vor Siegfried Herrmann, Chemie Halle)

Dem SC Lok Leipzig gehörten eine Reihe erfolgreicher Leichtathleten an. Bei den Herren stach der von Max Syring trainierte Klaus Richtzenhain heraus, der als deutscher Teilnehmer bei den Olympischen Sommerspielen 1956 über die 1500-Meter-Distanz die Silbermedaille errang. Zudem war Richtzenhain 1956 DDR-Meister im 800-Meter-Lauf sowie 1955, 1957 und 1958 jeweils DDR-Meister über 1500 Meter. Klaus Porbadnik, der 1955 Meister im 10.000-Meter-Lauf geworden war, stand 1956 ebenfalls im deutsch-deutschen Olympiakader. Zudem wurden Reinhard Seidler 1959 DDR-Meister im 100-Meter-Lauf, Herbert Widera 1961 DDR-Meister über 110 Meter Hürden, 200 Meter Hürden und 400 Meter Hürden sowie Gerhard Lohse 1962 DDR-Zehnkampfmeister. DDR-Meisterinnen im Hochsprung waren die SC-Lok-Athletinnen Ellinore Riebow (1958) sowie Doris Walther (1960 und 1962). Die Leichtathleten starteten ab 1963 teils für den SC Leipzig.

### Radsport
Zu den erfolgreichsten Radsportlerinnen des SC Lok ist Annerose Loesch zu zählen. Im Einer-Kunstradfahren erzielte sie bei den Weltmeisterschaften von 1961 bis 1963 dreimal in Folge den Bronzerang; bei den DDR-Meisterschaften war sie 1960 und 1961 noch Zweite geworden, doch 1962 und 1963 holte sie jeweils den Titel. Weitere erfolgreiche SC-Lok-Kunstradfahrerinnen waren Klarissa Kunz und Ursula Heinig. Von 1958 bis 1960 wurden die Duos des SC Lok dreimal in Folge DDR-Meister im Radball. Die Radsportler waren 1957 von der BSG Lokomotive Leipzig-West zum SC Lok delegiert worden, 1963 übernahm sie der SC Leipzig.

### Ringen
Eckhard Thorun war in seiner Zeit beim SC Lok Leipzig mehrfacher DDR-Meister seiner Gewichtsklasse im griechisch-römischen Stil und nahm u. a. 1958 an der Weltmeisterschaft in Budapest teil. Auch der später erfolgreiche Lothar Schneider war in den frühen 1960er-Jahren bereits für den SC Lok aktiv, bevor er wie viele seiner Sektionskameraden 1963 vom neu gebildeten SC Leipzig übernommen wurde.

### Tischtennis
Die Tischtennis-Herren des SC Lok waren viermal in Folge Mannschaftsmeister der DDR (1959/60–1962/63) und belegten auch im Europapokal vordere Plätze, darunter 1960/61, gleich in der ersten Saison dieses Wettbewerbs, Rang zwei. Die Mannschaft bestand damals aus Siegfried Lemke, Wolfgang Viebig, Heinz John und Dieter Lauk. Zur Meistermannschaft von 1962 gehörten u. a. Jürgen Scheweleit und Dieter Schindler. Die Sektion wurde 1963 an den SC Leipzig angegliedert, bereits 1965 bei einer weiteren Umstrukturierung jedoch der BSG Lok Leipzig-Mitte angeschlossen.

### Turnen

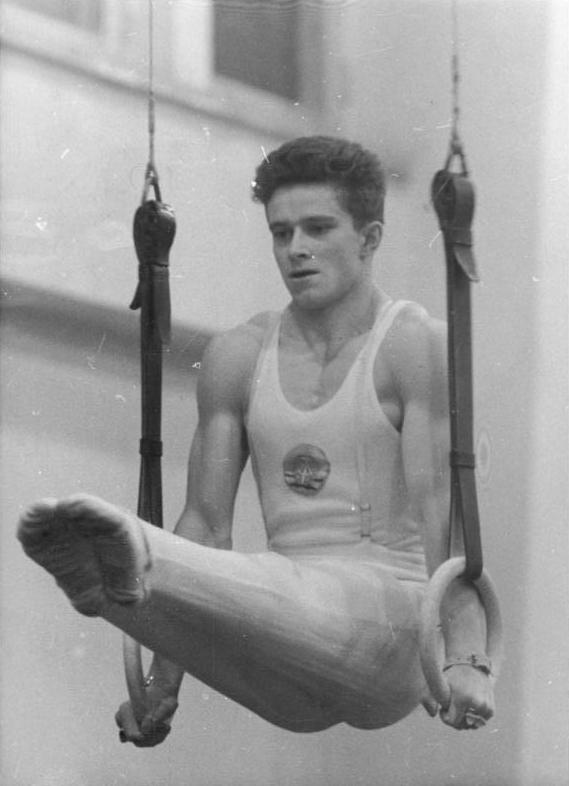
Siegfried Fülle am Tag des FDGB-Pokalsiegs seiner Leipziger Mannschaft im Dezember 1960 in Berlin

Zu den Vorzeigeturnerinnen des SC Lok gehörte Ute Starke, die 1961 in Leipzig Europameisterin im Pferdsprung wurde. Dafür erhielt sie im gleichen Jahr die Auszeichnung als DDR-Sportlerin des Jahres. Roselore Sonntag wurde allein 1956 dreifache DDR-Meisterin im Mehrkampf, am Boden und am Stufenbarren. Insgesamt errang sie bis 1960 zehn DDR-Meistertitel, darunter drei im Mehrkampf. International nahm Roselore Sonntag als Aktive u. a. an den Turnweltmeisterschaften 1958 und 1962 teil. Zudem gehörte sie wie Ute Starke, Gretel Schiener und Siegfried Fülle zur deutschen Olympiamannschaft 1960. Auch die späteren Weltklasseturner Matthias Brehme und Klaus Köste turnten in jungen Jahren für den SC Lok.